# بين غورلي
بين غورلي (بالإنجليزية: Ben Gurley)‏ هو مهندس وعالم حاسوب أمريكي، ولد في 23 ديسمبر 1926، وتوفي في 7 نوفمبر 1963.